# Andrzej Jabłoński (politolog)
Andrzej Wojciech Jabłoński – polski politolog,  dr hab., profesor zwyczajny Instytutu Politologii Wydziału Nauk Społecznych Uniwersytetu Wrocławskiego, oraz Katedry Prawa i Administracji Wydziału Ekonomicznego Wyższej Szkoły Zarządzania i Administracji w Opolu.

## Życiorys
W 1970 ukończył studia w Akademii Ekonomicznej im. Oskara Langego we Wrocławiu. Obronił pracę doktorską, następnie uzyskał stopień doktora habilitowanego. 31 marca 1993 nadano mu tytuł profesora w zakresie nauk humanistycznych.
Objął funkcję profesora zwyczajnego w Instytucie Politologii na Wydziale Nauk Społecznych Uniwersytetu Wrocławskiego, a także w Katedrze Prawa i Administracji na Wydziale Ekonomicznym Wyższej Szkole Zarządzania i Administracji w Opolu.
Był kierownikiem Katedry Teorii Polityki na Wydziale Politologii, Socjologii i Administracji Wyższej Szkoły Zarządzania i Administracji w Opolu i członkiem Komitetu Nauk Politycznych na I Wydziale Nauk Humanistycznych i Społecznych Polskiej Akademii Nauk.